# Aldea global

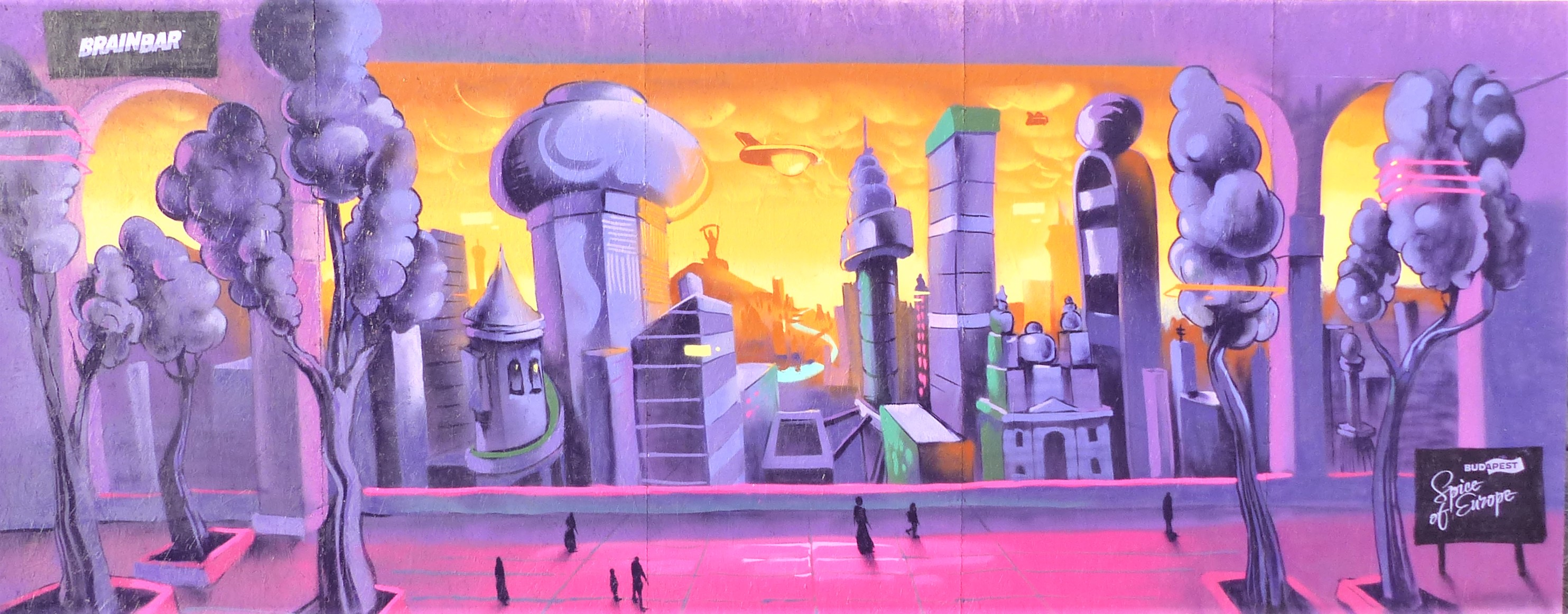
aldea en color violeta

El término aldea global hace referencia a las consecuencias socioculturales de la comunicación inmediata y mundial de todo tipo de información. A partir de aquello que posibilitan y estimulan los medios electrónicos de comunicación. Sugiere que, en especial, ver y oír permanentemente personas y hechos —como si se estuviera en el momento y lugar donde ocurren— revive las condiciones de vida de una pequeña aldea: percibimos  como cotidianos hechos y personas que tal vez sean muy distantes en el espacio o incluso el tiempo, y olvidamos que esa información es parcial y fue elegida entre una infinidad de contenidos.
El término fue acuñado por el sociólogo canadiense Marshall McLuhan. El concepto aparece varias veces en sus libros The Gutenberg Galaxy: The Making of Typographic Man (1962) y Understanding Media (1964) y probablemente se haya popularizado a partir de estos. En 1968, McLuhan lo utilizó en el título de su libro Guerra y paz en la Aldea Global.
McLuhan se refiere a la aldea global como un cambio producido principalmente por la radio, el cine y la televisión, medios de comunicación audiovisual que difunden imágenes y sonidos de cualquier lugar y momento y ocupaban un espacio cada vez más importante en el hogar y la vida cotidiana, con una expansión muy significativa en la década anterior. También aportó lo suyo la difusión del teléfono, la fotografía, la reproducción y grabación de sonido, la prensa escrita, el procesamiento digital, etc.
Se trata de un cambio trascendente, porque antes del siglo XX en que todos estos medios de carácter audiovisual comenzaron a difundirse, las comunicaciones eran dominadas por la palabra escrita. Acceder a la información escrita enfatiza que hay un autor de esa información que relata su versión, que pasó un tiempo y hay una distancia entre los hechos y la lectura, que las consecuencias de la información no serán inmediatas, y que requiere un esfuerzo consciente de la persona para convertirla en otras sensaciones. En el lado opuesto, amerita una participación detectarlo en la radio, la televisión o el cine.
Las imágenes audiovisuales de los medios pueden pasar a formar parte de nuestra vida cotidiana casi con el mismo peso que las que percibimos directamente. Antes éramos habitantes de un mundo construido desde nuestro hogar y donde a lo sumo leíamos sobre tiempos y lugares lejanos. Ahora vivimos en una aldea donde nos cruzamos permanentemente con todos los lugares y todos los tiempos, que muchas veces predominan sobre las personas y lugares con los que convivimos. El ancho mundo se ha convertido para nosotros en una pequeña aldea global, y las características de los medios vuelven a emerger en la sociedad comportamientos tribales.
McLuhan no parece opinar que estos cambios sean buenos o malos, solo los diagnostica.
Pasadas varias décadas el término aldea global se ha popularizado y se utiliza en diversas acepciones que pueden diferir de la que le hubiera dado McLuhan. Además han surgido muchos otros medios que han cambiado nuestra forma de relacionarnos, en especial Internet y la televisión satelital.
Estos usos en general incluyen conceptos que hasta pueden ser contrapuestos:
- Red de dependencias mutuas, solidaridad, defensa de ideales compartidos, ej. ecología, desarrollo sustentable, democracia.
- Relativismo, falta de referencias universales, líderes y normas sociales emergentes.
- Protagonismo de los individuos, igualdad social.
- Un acontecimiento pequeño en determinada parte del mundo puede tener efectos a una escala global: efecto mariposa, teoría del caos.
- Vulgarización.

## Teatro global
Ningún capítulo de Understanding Media o libros posteriores contienen la idea de que la aldea global y los medios electrónicos crean comunidades unificadas. En una entrevista con Gerald Stearn, McLuhan señaló que nunca pensó en que la uniformidad y la tranquilidad fueran propiedades de la aldea global, sino que la aldea global asegura el máximo desacuerdo en todos los puntos porque crea más discontinuidad, división y diversidad bajo el aumento de las condiciones de la aldea; la aldea global es mucho más diversa.
Tras la publicación de Understanding Media, McLuhan comenzó a usar el término «teatro global» para enfatizar el cambio del consumidor al productor, de la adquisición a la participación y del puesto de trabajo al juego de roles, enfatizando que no hay más comunidad para vestir al especialista desnudo.